# La família dels Garrigas
La família dels Garrigas

 va ser la primera novel·la de l'escriptor Josep Pin i Soler, amb la qual iniciava una trilogia que completarien Jaume (1888) i Niobe (1889). Escrita a França alguns anys abans, va ser editada el 1888 per la impremta La Renaixensa, i des d'aleshores ha tingut nombroses edicions. L'última que va revisar el seu autor va ser la de 1927, de l'Editorial Catalana (Llibreria Catalònia), que fou la primera que intentà adequar-se a la normativa ortogràfica.
Pin i Soler treu els elements novel·lístics d'una realitat que ha conegut bé i potser ha protagonitzat. La descripció de les situacions és molt viva i detallista, sense arribar, però, a l'excés. El seu estil, coratjós i ple de color, fa oblidar les imperfeccions d'un idioma literari en formació. Encara que la seva obra pot situar-se dintre de la línia de la novel·la ciutadana i burgesa de Narcís Oller, enllaça, no obstant això, amb el ruralisme d'alguns contemporanis per la brutalitat d'algunes escenes i el fatalisme que plana sobre els personatges.

## Argument
En el «Mas del Molí Vell», prop de Tarragona, viu Ramon Garriga amb la seva germana, el seu fillol Narcís i els seus fills Ramon, futur hereu (l'hereuet), Jaume i Mercé. El seu llinatge es remunta al regnat de Felipe IV i les successives generacions han participat en totes les guerres i escamots.
Segons el costum, Jaume, el fill segon, és destinat al sacerdoci, igual que Narcís.
L'hereuet disputa freqüentment amb el seu pare, que s'oposa als amors furtius del noi amb la Tuies, antiga criada de la casa, i a les seves relacions amb els qui conspiren a favor dels liberals. L'amic íntim de l'hereuet és Anton Cirera, secretari del poble.
El vell Garriga el suborna per tal que aparti el seu fill de la Tuies. A l'assabentar-se'n aquell, fereix d'una ganivetada el secretari i és empresonat. Simultàniament, Jaume fuig a Marsella a la recerca de fortuna. El vell Garriga sofreix un atac d'apoplexia i l'anunci del naixent idil·li entre Narcís i Mercè acaba per matar-lo.
L'hereuet és alliberat gràcies al nou suborn de Cirera perquè no declari la veritat; renyeix amb la família i es queda al Mas només amb la Tuies, però aquesta el deixa per anar-se'n a Barcelona amb Cirera; allí moren els tres en una sagnant revolució. Narcís, que encara estima la Mercé, no vol tornar al seminari i després d'una violenta discussió, desesperat, es llença per la finestra.